# Инас
Инас Арнаутовић, познатији само као Инас (Сарајево, 28. јануар 2003), босанскохерцеговачки је музичар.

## Биографија
Инас Арнаутовић је рођен 28. јануара 2003. године у Сарајеву. Тренутно је ученик Међународне средње школе у Сарајеву.
Музиком је почео да се бави 2018. године, када је започео сарадњу са босанскохерцеговачким двојцем Џалом и Бубом и почео да снима за њихову продукцијску кућу. На музичкој сцени се појављује са песмом Лондон зоре, коју је објавио за Империју јануара 2018. године. Након тога је објавио песму Змијско тело, а ширу популарност стекао је након објављивања песме Да, да, да средином 2019. године, коју је продуцирао Цоби. Већ током те године, Инас је остварио прву сарадњу са српским музичарем Огњеном, са којим је крајем те године објавио песму High ko zmaj.
Почетком 2020. објавио је дует са Таском под називом Балкан банда. Те године објавио је и синглове Babi flow и Speedfight. Инас је почетком 2021. године сарађивао са продуцентима филма и серије Јужни ветар, а у оквиру сарадње је фебруара те године објавио песму АП која ће бити део саундтрека другог дела филма који носи назив Јужни ветар 2: Убрзање. Априла 2021. објавио је још један дует, песму Г класа заједно са Брзо Трчи Љанмијем.

## Дискографија

### Синглови
- Лондон зоре (2018)
- Да, да, да (2019)
- Змијско тијело (2018)
- Лондон зоре (2019)
- High ko zmaj (ft. Огњен, 2019)
- Babi flow (2020)
- Балкан банда (ft. Таско, 2020)
- AP (ft. Mike Ride, 2021)
- Г класа (ft. Брзо Трчи Љанми, 2021)
- Nyokosuzi (2022)
- GIGI (2022)
- Свемир (ft. Devito, 2023)